# Светлянский
Светлянский — починок  в Воткинском районе Удмуртской Республики Российской Федерации. 

## География
Починок находится в восточной части республики, в подзоне южной тайги, на берегу пруда реки Светлянки, в 25 километрах к северо-западу от Воткинска. 

### Климат
Климат характеризуется как умеренно континентальный, с продолжительной холодной многоснежной зимой и коротким относительно жарким летом. Среднегодовая температура воздуха — 1,4 °С. Средняя температура воздуха самого тёплого месяца (июля) — 17,5 °C (абсолютный максимум — 34,3 °C); самого холодного (января) — −15 °C (абсолютный минимум — −43 °C). Вегетационный период длится 160 дней. Среднегодовое количество атмосферных осадков составляет 527 мм, из которых 376 мм выпадает в период с апреля по октябрь. Снежный покров держится в течение 172 дней.

## История
До 2021 входил в состав Светлянского сельского поселения.

## Население
| 2010 | 2012 |
| ---- | ---- |
| 6    | ↘4   |